# Wasilij Trubaczenko
Wasilij Pietrowicz Trubaczenko (ros. Василий Петрович Трубаченко, ur. 28 marca?/10 kwietnia 1912 we wsi Aleksiejewka obecnie w rejonie chwałyńskim w obwodzie saratowskim, zm. 16 września 1941 k. Krasnoperekopska) – radziecki lotnik wojskowy, kapitan, Bohater Związku Radzieckiego (1939).

## Życiorys
Urodził się w rodzinie robotniczej. Mieszkał w Wolsku, po śmierci ojca w 1920 wychowywał się w domu dziecka, od 1925 pracował na poczcie, później w sklepie i w fabryce, od 1929 do 1932 uczył się w szkole uniwersytetu fabryczno-zawodowego i pracował jako ślusarz. Od 1931 służył w Armii Czerwonej, w 1932 ukończył wojskowo-teoretyczną szkołę lotników w Leningradzie, a w 1934 wojskową lotniczą szkołę pilotów w Engelsie. Służył w Zabajkalskim Okręgu Wojskowym jako młodszy lotnik 19 eskadry i od lipca 1938 dowódca klucza 22 pułku lotnictwa myśliwskiego, w 1939 został członkiem WKP(b). Od 23 maja do 16 września 1939 brał udział w bitwie nad Chałchin-Goł z Japończykami jako dowódca eskadry 22 pułku lotnictwa myśliwskiego Brygady Lotnictwa Myśliwskiego 1 Grupy Armijnej; za stoczenie 15 walk powietrznych, w których strącił 5 samolotów wroga, otrzymał tytuł Bohatera Związku Radzieckiego. Łącznie podczas bitwy nad Chałchin-Goł wykonał 120 lotów bojowych i stoczył 30 walk powietrznych, w których strącił osobiście 5 i w grupie 3 samoloty wroga. Później studiował w Akademii Wojskowo-Powietrznej im. Żukowskiego i został inspektorem techniki pilotażu brygady lotniczej. W marcu 1941 został zastępcą dowódcy 182 pułku lotnictwa myśliwskiego, w składzie którego od czerwca 1941 walczył w wojnie z Niemcami na Froncie Południowo-Zachodnim i Południowym. Podczas wojny z Niemcami strącił 3 samoloty wroga. Zginął w walce powietrznej koło Krasnoperekopska w obwodzie krymskim. Jego imieniem nazwano ulicę i szkołę w Wolsku.

## Odznaczenia
- Złota Gwiazda Bohatera Związku Radzieckiego (29 sierpnia 1939)
- Order Lenina (29 sierpnia 1939)
- Order Czerwonego Sztandaru (Mongolska Republika Ludowa)